# یواس‌اس آنتیگونه (ای‌جی‌پی-۱۶)
یواس‌اس آنتیگونه (ای‌جی‌پی-۱۶) (به انگلیسی: USS Antigone (AGP-16)) یک کشتی بود که طول آن  328 feet بود. این کشتی  در سال ۱۹۴۴ ساخته شد.